# Evolução Política
Evolução Política (Evópoli) é um partido político chileno de centro-direita, fundado em 2012 que agrupa políticos independentes de direita que não militam nos grandes partidos da Chile Vamos: a União Democrática Independente e a Renovação Nacional.

## História
O movimento Evolução Política foi criado por Felipe Kast, Luciano Cruz-Coke, Harald Beyer, Juan Sebastián Montes e Jorge Saint Jean em 12 de dezembro de 2012.
O então movimento entrou em acordo para participar nas eleições primárias da Renovação Nacional em 2013. Dos três candidatos apresentados nas primárias, Eduardo Grutas foi ganhador no distrito 19 (Independência e Recoleta). Assim, Evópoli participou nas eleições parlamentares com cinco candidatos a deputado, incluíndo Grutas (distrito 19) e Felipe Kast (distrito 22). No entanto, a candidatura de Luciano Cruz Coke ao Senado pela Região de Antofagasta não pode ser concretizada, já que o Partido Socialista impugnou sua candidatura perante o Tribunal Calificador de Elecciones (Tricel) ao considerar que lhe era aplicável a restrição imposta aos ministros de Estado, que devem renunciar um ano antes de ser candidatos parlamentares. Em 12 de setembro o Tricel deixou sem efeito a candidatura de Cruz-Coke.
Para a eleição presidencial desse ano, Evópoli apoiou à candidata da Aliança Evelyn Matthei, e Kast integrou seu comando no segundo turno. Nas eleições parlamentares de 2013, Felipe Kast foi eleito como deputado pelo distrito 22 (Santiago).
Em 18 de dezembro desse ano, somaram-se 150 conselheiros a suas listas, incluindo os ministros Pedro Pablo Errázuriz e Roberto Ampuero.
Em 12 de abril de 2014 o conselho geral da Evópoli anunciou a decisão de converter-se em partido político. Na mesma ocasião foi eleita María Francisca Correia como presidente; Luciano Cruz-Coke, Pedro Pablo Errázuriz, Francisco Irarrázaval, María Cecilia Vassalo e Andrés Molina foram eleitos vice-presidentes, e Jorge Saint Jean foi designado como secretário geral. A ata fundacional do partido foi assinada em 21 de março de 2015, iniciando o processo para ser inscrito perante o Serviço Eleitoral de Chile.
Posteriormente, em 24 de julho de 2015, foi publicado no Diário Oficial o extrato de constituição respectivo, classificando a Evópoli na categoria  "partido em formação", etapa na qual deveria coletar as assinaturas necessárias para ser formalmente inscrito como Partido Político, conforme a legislação chilena, por cada região do país. Em 1º de abril de 2016 foi aceita sua solicitação de inscrição, sendo constituído legalmente.
Em 6 de novembro de 2016, o conselho geral de Evópoli proclamou Felipe Kast como candidato do partido para as primárias presidenciais da coalizão Chile Vamos, programadas para 2017. Ao mesmo tempo, Kast deixou a presidência do partido, assumindo em seu lugar o secretário geral, Jorge Saint Jean.
Em julho de 2017, Jorge Saint Jean renunciou à presidência do partido alegando razões pessoais e laborais, assumindo em sua substituição de maneira sub-rogante o secretário geral Francisco Undurraga, que pouco depois seria ratificado no cargo. No entanto, Andrés Molina assumiu a secretaria geral e somaram-se como vice-presidentes Lorena Recabarren e Luz Poblete.

## Resultados eleitorais

### Eleições parlamentares
| Eleição | Senadores | Senadores  | Senadores | Deputados | Deputados  | Deputados |
| Eleição | Votos     | % de votos | Cadeiras  | Votos     | % de votos | Cadeiras  |
| ------- | --------- | ---------- | --------- | --------- | ---------- | --------- |
| 2017    | 67 801    | 4,07%      | 2 / 43    | 255 221   | 4,26%      | 6 / 155   |

### Eleições municipais
| Eleição | Prefeitos                 | Prefeitos                 | Prefeitos                 | Vereadores | Vereadores | Vereadores |
| Eleição | Votos                     | % de votos                | Cadeiras                  | Votos      | % de votos | Cadeiras   |
| ------- | ------------------------- | ------------------------- | ------------------------- | ---------- | ---------- | ---------- |
| 2016    | Não apresentou candidatos | Não apresentou candidatos | Não apresentou candidatos | 150 764    | 3,32%      | 38 / 2 240 |

### Eleições de conselheiros regionais
| Eleição | Votos   | % de votos | Cadeiras |
| ------- | ------- | ---------- | -------- |
| 2017    | 237 857 | 4,09%      | 5 / 278  |